# Антоніо Аранда (стадіон)
Стадіон Антоніо Аранда (ісп. Estadio Antonio Aranda) — футбольний стадіон, розташований в місті Сьюдад-дель-Есте (Парагвай). Місткість стадіону становить близько 28 000 глядачів. Естадіо Антоніо Аранда — домашня арена футбольного клубу «3 лютого». До листопада 2013 року був відомий як Стадіон підполковника Антоніо Оддоне Саруббі (ісп. Estadio Teniente Coronel Antonio Oddone Sarubbi).

## Історія
Відомий як «бастіон Сходу» (ісп. el Bastión del Este), стадіон було збудовано 1972 року, відкрито 1973 року і реконструйовано 1999 року під час підготовки до Кубка Америки 1999 року. На оновленому стадіоні були зіграні всі 6 матчів групи B цього турніру, де одна з одною зустрічалися збірні Бразилії, Мексики, Чилі та Венесуели, а також зустріч 1/4 фіналу (Бразилія — Аргентина) та півфінал (Бразилія — Мексика). Таким чином, бразильці провели всі свої матчі Кубка Америки 1999 року (не враховуючи фіналу) на Антоніо Оддоні Саруббі й у всіх 5 випадках святкували перемогу.
У 2007 році стадіон також приймав у себе матчі Молодіжного чемпіонату Південної Америки. На Антоніо Оддоні Саруббі пройшли всі 10 матчів групи B цього турніру, де один з одним зустрічалися молодіжні збірні Колумбії, Уругваю, Аргентини, Еквадору та Венесуели.
Реконструкція 1999 року зробила стадіон третім за місткістю та важливістю в Парагваї, що поступається лише столичним «Дефенсорес дель Чако» та «Генерал Пабло Рохас». Загальна вартість інвестицій у реконструкцію коливалася близько $5 млн, у різних роботах було зайнято від 800 до 1200 осіб.
Стадіон має 2 пресцентри, кімнату медичного персоналу, чотири сучасні роздягальні з ванними кімнатами, роздягальню для суддів, обладнаний тренажерний зал, власну стоянку для автомобілів, VIP-зал і багато іншого. Крім того, стадіон має ефективну дренажну систему, що дозволяє проводити ігри під проливним дощем.
У листопаді 2013 року стадіон було названо на честь Антоніо Аранди, колишнього президента клубу «3 лютого», який брав активну участь у проєкті реконструкції арени, а також сприяв виходу клубу в елітний дивізіон парагвайського футболу у 2004 році.

## Галерея

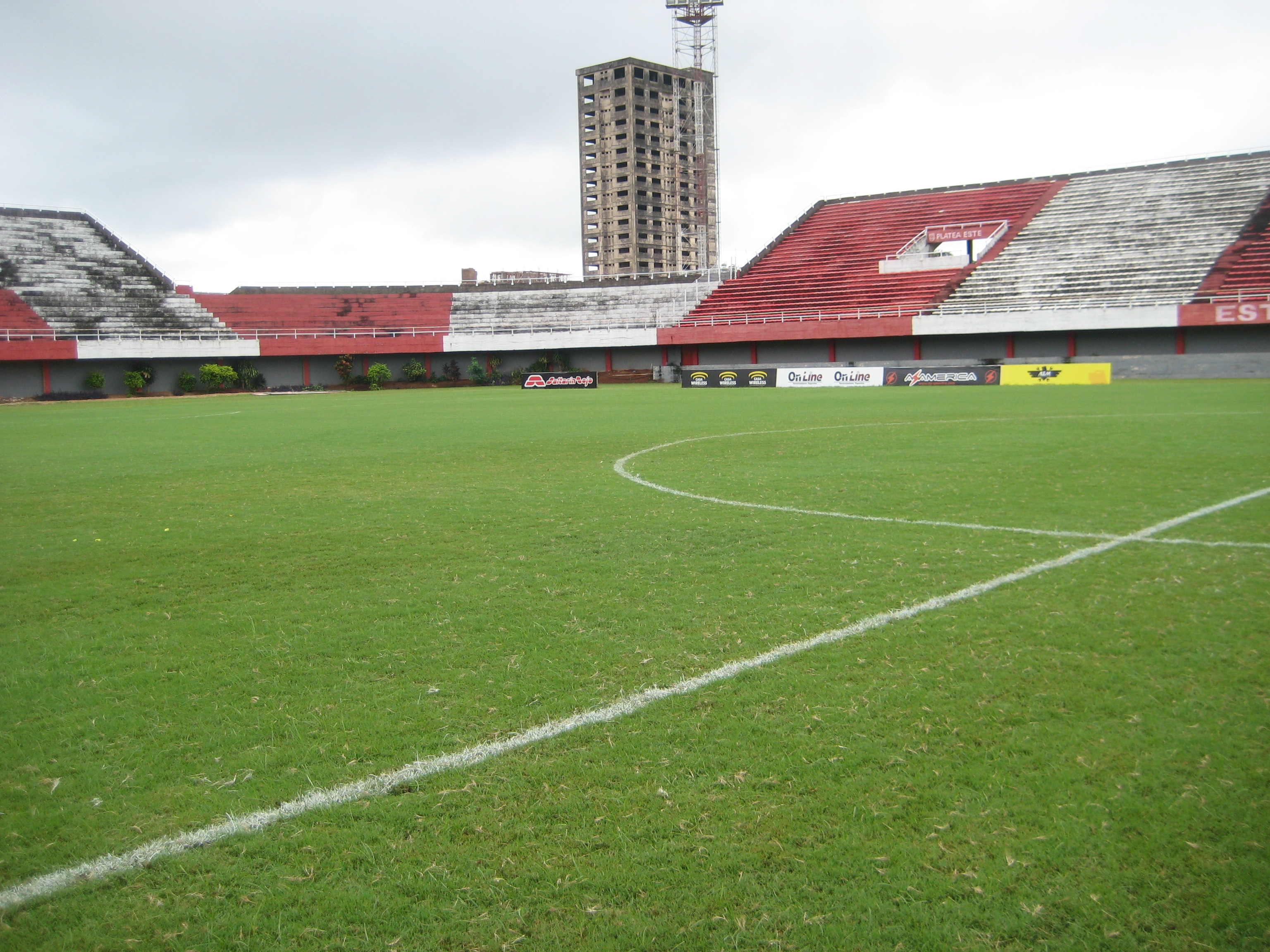
Інтер'єр стадіону у 2017 році
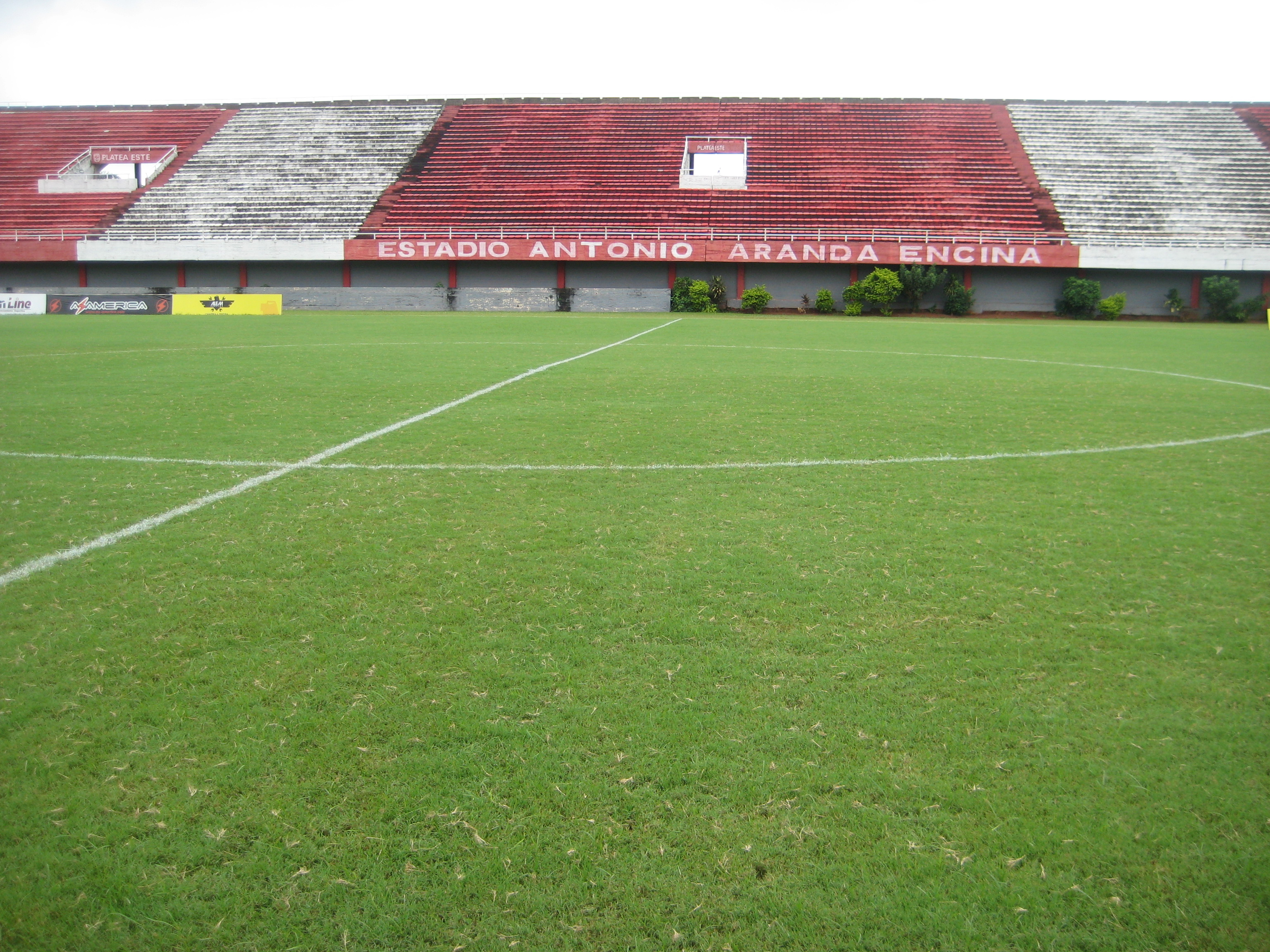
Інтер'єр стадіону у 2017 році